# Nationaal Park Weerribben-Wieden
Nationaal Park Weerribben-Wieden is een nationaal park in de Nederlandse provincie Overijssel, gemeenten Steenwijkerland en Zwartewaterland. Het nationaal park is het grootste aaneengesloten laagveenmoeras van Noordwest-Europa. Het park is in 1992 gesticht. Toen heette het Nationaal park De Weerribben en omvatte het alleen De Weerribben – een gebied van 3.500 ha, dat in beheer was bij Staatsbosbeheer. In 1996 werd het Europees diploma voor Natuurbeheer aan het gebied toegekend, dat sinds 2015 voor het hele gebied geldt. In 2009 werd het park uitgebreid met De Wieden, een ander Natura 2000-gebied, dat grotendeels in beheer is bij Natuurmonumenten. Het herstel van de ecologische verbinding tussen De Wieden en De Weerribben werd ter hand genomen en het nationaal park kreeg een oppervlakte van 10.500 ha (105 km²).
Het landschap van De Weerribben en De Wieden is vooral ontstaan door vervening en rietteelt. Deze ontginnings- en exploitatiemethoden hebben geleid tot een mozaïek van landschapstypen en ecosystemen zoals meren, sloten, vaarten, rietlanden, hooilanden, weilanden, moerasbossen en trilvenen. De verschillende stadia van verlanding, van open water tot opgaand moerasbos, geven het gebied een grote ecologische diversiteit, waar zeldzame soorten planten en dieren zich thuis voelen. In het Nationaal Park Weerribben-Wieden werden in 2002 otters uitgezet. Die kwamen in het gebied van nature voor, maar stierven in de jaren tachtig van de twintigste eeuw uit. Ze hebben zich sinds de herintroductie in 2002 weer in het gebied gevestigd, en van daaruit verspreid over andere delen van Nederland. In het nationaal park komt een zeldzame vlindersoort voor: de grote vuurvlinder. Het gebied is van belang voor tal van andere soorten dieren en planten.

## Geschiedenis
In het laagveen uit de Kop van Overijssel werd sinds 1300 turf gewonnen. Rond die tijd vestigden zich Flagellanten in Giethoorn. Ze ontgonnen het veen en ontdekten dat gedroogde veenbagger goede brandstof vormt. Pas vanaf 1600 vond de winning grootschaliger plaats; de turf werd verkocht naar de steden van Holland. De turf werd per schip naar Kuinre, Blokzijl of Zwartsluis vervoerd, en vandaar over de Zuiderzee naar de steden in het westen van Nederland. De turfwinning kwam het eerste op gang in het gebied ten zuiden van het Steenwijkerdiep. De turf werd in N.W. Overijssel gewonnen door middel van slagturven. De turf werd opgebaggerd uit trekgaten ('weren') en te drogen gelegd op 'ribben'. Omdat men de trekgaten te breed en de ribben te smal maakte kon tijdens de zware noordwesterstormen van 1776 en 1825 het binnendringende water grote gebieden veranderen in meren. Op deze manier zijn bijvoorbeeld de Beulaker- en Belterwijde ontstaan.
Na deze rampen werd de turfwinning strenger gereglementeerd. Er werden voorwaarden gesteld aan de breedte van de ribben. Daardoor kon ten noorden van het Steenwijkerdiep – waar de turfwinning pas in 1700 begon – het landschap van De Weerribben ontstaan. Vanaf 1760 kwam er meer turf uit De Weerribben dan uit het gebied rond Giethoorn. In 1795 werkte 15,6% van de bevolking van Noordwest-Overijssel in de turfmakerij; in Kalenberg was dit 80%, in Giethoorn 55%.
De veenwerkers woonden in de vervenershuisjes die bijv. langs de Hoogeweg in Kalenberg nog te vinden zijn. Langs de Hoogeweg staan ook nog “replica's” van de tjaskers, de molens waarmee de trekgaten werden drooggemalen: de tjasker Kalenberg en de tjasker Ossenzijl.
In de twintigste eeuw werd de turfwinning geleidelijk beëindigd. Rond 1950 werden nog maar enkele duizenden vierkante meters afgegraven, en in 1955 stopte de beroepsmatige turfwinning geheel.
Een tweede menselijke activiteit die het karakter van het gebied in belangrijke mate heeft bepaald was de exploitatie van riet. De teelt van riet op omvangrijke schaal dateert uit de twintigste eeuw. In de jaren 1950-1960 werd de rietteelt getroffen door een ernstige crisis. De ontwatering van het gebied, door de aanleg van de IJsselmeerpolders, vormde een bedreiging. Dit probleem is uiteindelijk opgelost door het plaatsen van (meer dan driehonderd) watermolentjes, die – in tegenstelling tot wat in Nederland gebruikelijk is – het water niet uit de bekade gebieden pompten, maar juist erin.
Ook 'visserij' vormde een belangrijke bedrijfstak in het waterrijke gebied, evenals het 'kooibedrijf'. In 1944 waren er in Noordwest-Overijssel nog 14 eendenkooien in werking.

## Natuurbescherming
Sinds de crisisjaren werden er plannen gemaakt om de gehele veenstreek in de Kop van Overijssel te bedijken en ontginnen. Door “werkverschaffing” moesten de (waardeloos geachte) woeste gronden worden omgevormd tot waardevol agrarisch gebied. In 1928 werd de polder Giethoorn aangelegd. In 1932 volgde de polder Gelderingen. De polders Halfweg, Wetering-Oost en Wetering-West volgden in 1935, 1941 en 1955. “Er was een bres geslagen tussen het natte land van De Weerribben en dat van De Wieden. De beurt was nu aan Kalenberg ...

Juist in die tijd raakte men meer en meer doordrongen van de noodzaak, landschapsschoon waar mogelijk te behouden. 'Natuurmonumenten' had rondom De Wieden al heel wat woeste grond opgekocht.”
De eerste natuurbeschermingsactiviteit in De Wieden dateerden al uit 1934. Toen kocht de in 1905 mede door Jac P. Thijsse en Eli Heimans opgerichte Vereniging tot Behoud van Natuurmonumenten in Nederland de Bakkerskooi bij Wanneperveen aan. In 1940 volgde de Grote Otterskooi bij Dwarsgracht. Heel langzaam heeft het bezit van “Natuurmonumenten” in De Wieden zich uitgebreid rondom deze eendenkooien, tot de huidige omvang van ongeveer 6.000 ha.
Staatsbosbeheer begon in 1956 enkele rietlanden in De Weerribben op te kopen. In 1957 volgde de Boonspolder, een moerasbos met een grote kolonie purperreigers. De jaren daarna werd vrijwel het gehele gebied van De Weerribben staatsnatuurreservaat. In 1976, toen het reservaat ongeveer 2.300 ha omvatte, werd het door de Tweede Kamer tot “watergebied ('wetland') van internationale betekenis, in het bijzonder als verblijfplaats voor watervogels” (ingevolge de Conventie van Ramsar) verklaard. In de (bijlage bij de) Memorie van Toelichting bij het besluit wordt o.a. gezegd: “De Weerribben zijn zowel qua landschapstype als botanisch en ornithologisch van groot belang. De botanische betekenis is voor een zeer groot deel bepaald door de invloed die de mens er eeuwenlang door de vervening heeft gehad. Hierdoor zijn behalve de schraallanden, rietlanden en trilvenen vooral alle verschillende verlandingsstadia van belang. (...) Het gebied is vooral ook van belang voor de fauna, met name de avifauna, zowel vanwege de broedvogelstand als vanwege de doortrekkende en overwinterende soorten. Het is broedgebied voor onder andere purperreiger (70 paar), roerdomp, fuut, bruine en blauwe kiekendief, ransuil, slobeend, snor, wulp, watersnip, kokmeeuw, zwarte stern en verder talrijke soorten eenden en andere water- en moerasvogels van het laagveengebied.

Tegen het reservaat aan ligt een vrij groot vrijwillig vogelreservaat met een goede weidevogelstand.

Van de zoogdieren dient speciaal de otter te worden vermeld.

Van de zeer vele voor dit type levensgemeenschappen kenmerkende insecten moet de uiterst zeldzame grote vuurvlinder (Thersamonia dispar var. batava) worden vermeld, waarvan de West-Europese vorm thans in Nederlandse moerassen zijn laatste refugium heeft gevonden.”
De eerste plannen voor het herstellen van de ecologische verbindingszone tussen De Wieden en De Weerribben dateren uit de jaren negentig van de twintigste eeuw. 

## Nationaal park
In 1992 werd De Weerribben tot nationaal park uitgeroepen. Het was het vierde in een reeks die in totaal 17 nieuwe nationale parken in Nederland zou gaan omvatten. Samen “vertellen” de 20 Nederlandse nationale parken “het verhaal van de Nederlandse natuur”. Verschillende nationale parken werden sinds hun oprichting substantieel uitgebreid, zo ook het Nationaal park De Weerribben. Het ging in 2009 samen met het natuurgebied De Wieden het Nationaal Park Weerribben-Wieden vormen. Het herstel van de ecologische verbinding tussen De Weerribben en De Wieden vormde een essentieel element van die uitbreiding. De nationale parken waren immers bedoeld als belangrijke schakels in de ecologische hoofdstructuur van Nederland – het netwerk van natuurgebieden en groene verbindingen, waarlangs dieren ongestoord kunnen trekken.
De belangrijkste doelen, waarnaar het Nationaal Park Weerribben-Wieden streeft zijn:
- het gebied als één geheel behouden en optimaal beheren, zodat de waarden van natuur en landschap worden behouden en ontwikkeld,
- de bezoekers kennis laten maken met de natuur en het landschap
- bezoekers laten genieten van natuur en landschap op een manier die het voortbestaan ervan niet in gevaar brengt,
- bezoekers laten genieten van cultuurhistorie.[13]

Het beheer van het Nationaal Park is in handen van Staatsbosbeheer, Natuurmonumenten, Waterschap Drents Overijsselse Delta, pachters en particuliere grondeigenaren. Die partijen hebben afspraken gemaakt over hoe men het gebied zal beheren om het afwisselende moeraslandschap in stand te houden. Er is bijvoorbeeld afgesproken dat het riet in de winter wordt geoogst. De rietlanden hebben een grote botanische waarde en vormen een belangrijk broedgebied voor moerasvogelsoorten. Hooilanden worden één keer per jaar gemaaid, in de zomer. Er worden regelmatig vaarten uitgebaggerd. Elk jaar worden een aantal hectaren dichtgegroeid terrein weer omgezet in open water. Zo behoudt het terrein zijn dynamiek. Als er niet beheerd zou worden, zou het gehele gebied zich tot moerasbos ontwikkelen.
Nadat in 2004 het eerste grote beheersproject in het kader van LIFE – het Europese fonds voor natuurbeleid – in het Nationaal Park Weerribben-Wieden was voltooid, startte in 2006 het project 'Nieuw leven voor het moeras'. Met financiële steun van het Europese LIFE – Nature programma en het Ministerie van Economische Zaken, Landbouw en Innovatie (een injectie van in totaal 4,8 miljoen euro) ging 123 hectare “op de schop”: drijftillen werden hersteld, bos werd omgevormd naar rietland, petgaten werden uitgegraven, kraggen werden afgeplagd. Ook werden nieuwe foerageerplaatsen voor vogels aangelegd en kleine aanlegplekken voor recreanten gemaakt.
In het kader van het in 2014 gestarte programma 'New LIFE for Dutch fens' (nieuw leven in het veen) zullen gedurende vijf jaar in De Wieden en de Rottige Meente werkzaamheden worden uitgevoerd. De Rottige Meente – in Friesland en in beheer bij Staatsbosbeheer – ligt bijna tegen de noordrand van De Weerribben aan. Het is een belangrijke schakel in de verbinding met de laagveengebieden van Friesland.
Staatsbosbeheer doet in De Weerribben niet alleen het natuurbeheer, maar ook het beheer over de molens – de Spinnekopmolen en de tjaskers – hoort tot haar taak. Ook enkele vervenerswoningen vallen onder Staatsbosbeheer; in sommige gevallen worden deze verhuurd als vakantieverblijf.
Behalve natuurbeheer behoren ook recreatie en voorlichting tot de aandachtsgebieden van het Nationaal Park.

## Flora en fauna
De flora en fauna zijn typisch voor een waterrijk en venig gebied als dit. Dat wil zeggen dat er soorten als krabbenscheer, waterlelie, zwarte stern, roerdomp en snoek kunnen worden aangetroffen. Sinds 2002 is ook de otter weer aanwezig in het gebied, nadat deze eind van de jaren tachtig van de twintigste eeuw was uitgestorven. Daarnaast komt de zeldzame grote vuurvlinder voor en een groot aantal libellensoorten, waaronder de groene glazenmaker.

## Bezoekerscentra
De volgende bezoekers-/informatiecentra zijn in het Nationaal Park Weerribben-Wieden aanwezig:
- Het Buitencentrum Weerribben, Ossenzijl
- Informatieruimte van het nationaal park, Kalenberg
- Het Bezoekerscentrum De Wieden, Sint Jansklooster
- Schoonewelle Centrum Natuur en Ambacht, Zwartsluis